# Lipovac Hrastinski
Lipovac Hrastinski falu Horvátországban, Eszék-Baranya megyében. Közigazgatásilag Kisújlakhoz tartozik.

## Fekvése
Eszéktől légvonalban 19, közúton 29 km-re délnyugatra, Diakovártól 17 km-re északkeletre, községközpontjától 4 km-re délkeletre, Szlavónia középső részén, a Szlavóniai-síkságon, a Vuka völgyében, a Diakovárról Eszékre menő főúttól keletre, az Eszék-Vrpolje vasútvonal mentén fekszik.

## Története
A település a 19. század végén mezőgazdasági majorként keletkezett Dobsza déli, Lipovac nevű határrészén, a püspöki uradalom területén. Lakosságát 1900-ban számlálták meg először önállóan, amikor 19-en lakták. 1910-ben 24 lakosa volt. Verőce vármegye Diakovári járásának része volt. Az 1910-es népszámlálás adatai szerint lakosságának 33%-a szerb, 29%-a horvát, 25%-a magyar, 13%-a német anyanyelvű volt. Az első világháború után 1918-ban az új szerb-horvát-szlovén állam, majd később (1929-ben) Jugoszlávia része lett. 1991-től a független Horvátországhoz tartozik. 1991-ben lakosságának 99%-a horvát nemzetiségű volt. 2011-ben a falunak 82 lakosa volt.

## Lakossága
| Lakosság változása | Lakosság változása | Lakosság változása | Lakosság változása | Lakosság változása | Lakosság változása | Lakosság változása | Lakosság változása | Lakosság változása | Lakosság változása | Lakosság változása | Lakosság változása | Lakosság változása | Lakosság változása | Lakosság változása | Lakosság változása |
| ------------------ | ------------------ | ------------------ | ------------------ | ------------------ | ------------------ | ------------------ | ------------------ | ------------------ | ------------------ | ------------------ | ------------------ | ------------------ | ------------------ | ------------------ | ------------------ |
| 1857               | 1869               | 1880               | 1890               | 1900               | 1910               | 1921               | 1931               | 1948               | 1953               | 1961               | 1971               | 1981               | 1991               | 2001               | 2011               |
| 0                  | 0                  | 0                  | 0                  | 19                 | 24                 | 20                 | 109                | 66                 | 92                 | 144                | 109                | 60                 | 74                 | 87                 | 82                 |